# Anne Luthaud
Anne Luthaud est née le 7 mars 1962 à Grenoble, elle est une dramaturge et écrivaine française.

## Biographie
Anne Luthaud a étudié la stylistique et l’histoire. Elle a participé à la création de la Fémis dont elle a été la directrice d’études de 1986 à 1992. Elle a ensuite travaillé dans l’édition comme lexicographe et directrice de collection pour Larousse, puis a mené de nombreuses résidences et ateliers d'écriture, et a aussi dirigé la revue de cinéma Cinémas croisés.
Anne Luthaud est l’auteure de romans publiés aux éditions Verticales : Garder (2002), Blanc (2006) et Comme un mensonge (2009), aux éditions Buchet-Chastel dans la collection Qui Vive : Les Epinards crus (2013), Calypso (2018), et aux éditions Inculte : Hoya Bella (2022).
Elle écrit également pour le théâtre : citons Le Bleu de Madeleine ( mise en scène par Anne-Marie Marques, nommé aux Molière du spectacle jeune public 2006), Les Clés, La Grand-mère et La Haine, monologues pour trois femmes, Les Feuilletons : dans la série l’œuf et la banane.
Elle est l’auteure de fictions radiophoniques pour France Culture (Ça commence rue de Tombouctou, Woups ou le Pincement au cœur...).
Membre du conseil d'administration du GREC (Groupe de Recherches et d'Essais Cinématographiques), elle est nommée en 2011 Déléguée Générale de cette structure qui produit des premiers films pour le compte du CNC et du Ministère de la Culture.

## Publications
Roman
- Garder, Paris, Éditions Verticales, 2002, 238 p. (ISBN 978-2-84335-130-3)Prix de l'INFL ; Prix de l'ENS Cachan
- Blanc, Paris, Éditions Verticales, 2006, 111 p. (ISBN 978-2-07-078109-6)
- Comme un mensonge, Paris, Éditions Verticales, 2009, 128 p. (ISBN 978-2-07-012460-2, BNF 41448703)
- Les Épinards crus, Paris, Éditions Buchet/Chastel, 2013, 144 p.  (ISBN 978-2-283-02660-1)
- Calypso, Paris, Éditions Buchet/Chastel, 2018, 148 p.  (ISBN 978-2-283-03059-2)
- Hoya Bella, Paris, Éditions Inculte, 2022, 135 p.  (ISBN 978-2-36084-145-5)

Récit, album
- L’abécé d’Excideuil (avec P.Marsaa), Jean-Michel Place, 2004  (ISBN 2-914981-14-7)

- « Le jour, Marin, fait mal aux yeux », Inventaire/Invention,‎ 2007

- (avec Claire Degans), Le Bleu de Madeleine, Paris, Gautier Languereau, 2007, 24 p. (ISBN 978-2-01-391366-9, BNF 41189708)
- (avec Philippe Bertin), Tondue, Mondeville, LSAA-éditions, 2011, 56 p.  (ISBN 978-2-918513-01-8)